# Urlaubsverweigerung
Die Urlaubsverweigerung durch den badischen Großherzog Leopold war eine Phase des badischen Parlamentarismus.
Nach den Wahlen zur zweiten Kammer des badischen Ständerates 1841 verweigerte die großherzogliche Regierung den gewählten Abgeordneten der Wahlkreise Bonndorf (Gerhard Adolf Aschbach) und Kenzingen (Joseph Ignatz Peter) die Beurlaubung zur Teilnahme an den Ständeratssitzungen. Beide waren als Beamte in Staatsdiensten, aber bekannt für ihre liberale Haltung. Die zweite Kammer protestierte mehrfach gegen diese Behinderung. Der Großherzog veröffentlichte am 5. August 1841 ein Manifest in dem er die Kammer rügte und auf seinem Recht der Urlaubsverweigerung nach seinem Belieben bestand.
Die beiden gewählten Abgeordneten wurden von der Regierung zum Rücktritt gedrängt und der Großherzog ordnete für die beiden Bezirke Ersatzwahlen an. Am 18. Februar 1842 kam es in der zweiten Kammer zu einer heftigen Diskussion über die Gültigkeit einer Ersatzwahl und im Anschluss über einen durch Johann Adam von Itzstein eingebrachten Antrag das Manifest des Großherzogs zurückzuweisen und das Recht auf Urlaubsverweigerung zu bestreiten. der mit 31 zu 26 Stimmen angenommen wurde. Zu den 31 Befürwortern von Itzsteins Antrag gehörte auch der Abgeordnete Johann Michael Scheffelt. Nach diesem Beschluss der zweiten Kammer vom 18. Februar löste der Großherzog am 19. Februar die Kammer einfach auf und schickte die Abgeordneten nach Hause. 
„Nun erlebte Baden einen Wahlkampf, wie es ihn bis dahin nicht gesehen hatte. Erstmals wurden auch die Urwähler umworben. Die ‚Einunddreißiger‘ zogen mit der Parole über Land, dass Blittersdorf fallen müsse; die Regierung wirkte über die Administration nach Kräften dagegen, ohne eine Niederlage verhindern zu können.“
Immerhin konnte die Regierung im Ämterwahlbezirk A8 den erzkonservativen Johann Georg Schanzlin durchsetzen.
Text übernommen aus Johann Georg Schanzlin, Versionsgeschichte dort